# 惨事ストレス
惨事ストレス（さんじストレス、英語: critical incident stress）とは、「通常の対処行動機制がうまくいかないような問題や脅威（惨事: critical incident）に直面した人か、惨事の様子を見聞きした人に起こるストレス反応」と定義される。
惨事の例としては、自然災害、交通事故、火災、ビルなどの倒壊、テロや戦争などの人為的災害や事故、暴力やレイプなどの虐待・暴力的行為などが含まれる。

## 原因
災害救援者（消防士、自衛隊、看護師、医師など）にとって惨事ストレスを引き起こしうるものは以下の要因がある。

### 救援対象の特徴
- 家族を想起させる死傷、特に、こどもの死
- 不条理な理由による事故、事件
- 損傷の激しい遺体や重傷者を見たこと

### 接触した状況
- 悲惨かつ凄惨な現場
- 緊張を強いられる現場
- 自身がけがをしたこと、もしくは、けがをしそうになったこと
- 同僚がけがをしたこと、もしくは亡くなったこと
- 救出に困難を伴うか、もしくは、不成功に終わった救出
- トリアージが必要な状況

### 活動後の状況
- マスメディアが注目した場合
- 社会の支持が得られず、批判された場合

## 惨事ストレスを強める要因
- 悲惨な場面を目撃したか、見聞きしたこと
- 惨事が起きた際、自分の身の安全が確保できていたか

仮に自らにも身の危険があったのに作業を続けなければならなかった場合、惨事ストレスは悪化する可能性が高い。
- 同僚に殉職者がいたかどうか[3]

## ジャーナリストの惨事ストレス
現地に赴き報道に当たったジャーナリストにも惨事ストレスの影響は及んでいる。それだけではなく、現場に赴かなかったデスク業務の人にまで影響はあったとされる｡

### ジャーナリストの惨事ストレスの特徴
以下にその特徴を示す。
取材と救助の葛藤
ジャーナリストは、報道をすること、取材をすることが責務である。事件や事故、災害などの現場でジャーナリストが「取材と救助」のどちらを優先するかということに関する議論は昔からあった。
遺体との直面
ジャーナリストは普段の業務で、災害救援者と違い、遺体を目にするケースが少ない。それゆえ、精神的ショックは大きく、心的外傷後ストレス障害を発症する恐れもある。
無力感
甚大な被害が起き、自らの身が助かってしまったことに対し罪悪感（サバイバーズギルト）を抱いたり、自分の存在を過小評価したりするなどといったことがよく起こる。